# Shuhei Hayami
Shuhei Hayami (japanisch 速水 修平 Hayami Shuhei; * 11. November 2000 in der Präfektur Shizuoka) ist ein japanischer Fußballspieler.

## Karriere
Shuhei Hayami erlernte das Fußballspielen in der Jugend von Júbilo Iwata sowie in der der Universitätsmannschaft der Tokoha University Hamamatsu Campus. Seinen ersten Vertrag unterschrieb er am 1. Februar 2023 beim Iwaki FC. Der Verein aus Iwaki, einer Stadt in der Präfektur Fukushima, spielt in der zweiten japanischen Liga. Sein Zweitligadebüt gab Shuhei Hayami am 12. März 2023 (4. Spieltag) im Auswärtsspiel gegen Vegalta Sendai. Bei dem 1:0-Auswärtserfolg wurde er in der 86. Minute für Daiki Yamaguchi eingewechselt. Nach insgesamt 19 Ligaspielen wechselte er im Januar 2025 nach Hachinohe zum Drittligisten Vanraure Hachinohe.